# Gian lận ngoại hối
Gian lận ngoại hối là bất kỳ ý đồ mua bán nào được sử dụng để lừa đảo thương nhân bằng cách thuyết phục họ rằng họ có thể kỳ vọng thu được lợi nhuận cao bằng trao đổi trên thị trường ngoại hối. Trao đổi tiền tệ "đã trở thành sự gian lận thời thượng" vào đầu năm 2008, theo Michael Dunn của Ủy ban giao dịch tương lai hàng hóa Mỹ.
Nhưng "thị trường từ lâu đã bị cản bởi những kẻ lừa đảo săn tìm những người cả tin", theo The New York Times.
"Nạn nhân trao đổi ngoại hối cá nhân trung bình mất khoảng 15.000 USD, theo hồ sơ của CFTC " theo The Wall Street Journal.
Hiệp hội các nhà quản trị Chứng khoán Bắc Mỹ nói rằng "giao dịch ngoại hối ngoài sàn của các nhà đầu tư nhỏ lẻ ở mức tốt nhất là vô cùng nguy hiểm, và ở mức tồi tệ nhất, là gian lận hoàn toàn."
"Trong một trường hợp điển hình, các nhà đầu tư có thể được hứa hẹn hàng chục ngàn đôla lợi nhuận chỉ trong một vài tuần hay vài tháng, với vốn đầu tư ban đầu chỉ có 5.000 USD. Thông thường, tiền của nhà đầu tư không bao giờ thực sự được đưa vào thị trường thông qua một đại lý hợp pháp, mà chỉ đơn giản là chuyển hướng - bị đánh cắp - vì lợi ích cá nhân của những kẻ lừa đảo." 
Vào tháng 8 năm 2008 CFTC thiết lập một lực lượng đặc nhiệm để đối phó với gian lận ngoại hối ngày càng tăng. Vào tháng 1 năm 2010, CFTC đề xuất quy định mới hạn chế đòn bẩy xuống mức 10-1, dựa trên "một số hành vi không thích hợp" trong thị trường ngoại hối bán lẻ, "trong đó có gian lận mồi chài, sự thiếu minh bạch trong việc định giá và thực hiện giao dịch, không đáp ứng các khiếu nại của khách hàng, và nhắm mục tiêu vào những người chất phác, cao tuổi, có giá trị tài sản thấp và các cá nhân dễ bị tổn thương khác."
Thị trường ngoại hối ở mức tốt nhất là một trò chơi có tổng bằng không,
có nghĩa là khi một thương nhân được, thì một thương nhân khác thua. Tuy nhiên, hoa hồng môi giới và các chi phí giao dịch khác được trừ vào kết quả của tất cả các thương nhân, làm cho trao đổi ngoại hối là một trò chơi có tổng âm.
Các gian lận có thể bao gồm khuấy tài khoản của khách hàng với mục đích tạo ra hoa hồng, bán phần mềm được cho là chỉ dẫn cho khách hàng cách thu nhiều lợi nhuận,
quản lý không đúng cách các "tài khoản được quản lý",
quảng cáo láo,
các sơ đồ Ponzi và gian lận hoàn toàn.
Nó cũng đề cập đến bất kỳ nhà môi giới ngoại hối bán lẻ nào chỉ ra rằng kinh doanh ngoại hối là đầu tư rủi ro thấp, lợi nhuận cao.
Ủy ban giao dịch tương lai hàng hóa Mỹ (CFTC), nơi quản lý một cách lỏng lẻo thị trường ngoại hối tại nước Mỹ, đã ghi nhận sự gia tăng số lượng của hoạt động vô đạo đức trong ngành công nghiệp ngoại hối phi ngân hàng.
Một quan chức của Hiệp hội tương lai quốc gia đã được trích dẫn khi nói, "trao đổi ngoại hối bán lẻ đã tăng lên đáng kể trong vài năm qua. Thật không may, số lượng gian lận ngoại hối cũng đã tăng lên đáng kể." Từ năm 2001 đến năm 2006, Ủy ban giao dịch tương lai hàng hóa Hoa Kỳ đã truy tố hơn 80 trường hợp liên quan đến việc lừa đảo hơn 23.000 khách hàng đã bị mất 350 triệu USD. Từ năm 2001 đến năm 2007, khoảng 26.000 người bị mất 460.000.000 USD trong các gian lận ngoại hối.

CNN dẫn lời Godfried De Vidts, Chủ tịch Hiệp hội thị trường tài chính, một cơ quan của châu Âu, cho biết, "Các ngân hàng phải có trách nhiệm bảo vệ khách hàng của họ và họ nên chắc chắn rằng khách hàng hiểu những gì họ đang làm. Bây giờ nếu mọi người vào trực tuyến, tại các cổng thông tin phi ngân hàng, làm thế nào kiểm soát này được thực hiện?"

## Không đánh bại được thị trường này
Thị trường ngoại hối là một trò chơi có tổng bằng không trong đó có nhiều nhà đầu cơ chuyên nghiệp có vốn lớn giàu kinh nghiệm (ví dụ như làm việc cho các ngân hàng), những người có thể dành sự chú ý toàn thời gian của họ để mua bán. Một thương nhân bán lẻ thiếu kinh nghiệm sẽ có một bất lợi thông tin quan trọng so với các thương nhân này.
Thương nhân bán lẻ - gần như theo định nghĩa - là thiếu vốn. Vì vậy, họ khó tránh khỏi vấn đề sạt nghiệp của con bạc. Trong một "trò chơi công bằng" (một trò chơi không có lợi thế thông tin) giữa hai người chơi duy trì cho đến khi một thương nhân bị phá sản, người chơi với số vốn thấp hơn có xác suất bị phá sản trước cao hơn. Vì nhà đầu cơ bán lẻ đang chơi có kết quả với thị trường nói chung - trong đó có nhiều vốn hơn - họ gần như chắc chắn sẽ bị phá sản. Thương nhân bán lẻ luôn luôn trả tiền chênh lệch mua bán làm cho cơ hội thắng của anh ta thấp hơn so với người chơi một trò chơi công bằng. Chi phí bổ sung có thể bao gồm tiền lãi ký quỹ, hoặc nếu một vị thế giao ngay được duy trì mở trong nhiều hơn một ngày thì trao đổi có thể được "tái chuyển" mỗi ngày, mỗi lần làm mất đủ một chênh lệch mua bán đầy đủ.
Mặc dù có thể có một vài chuyên gia thực hiện thành công nghiệp vụ acbit (hưởng chênh lệch) thị trường để thu một hoàn vốn lớn bất thường, điều này không có nghĩa là một số lượng lớn có thể kiếm được hoàn vốn tương tự ngay cả khi có cùng các công cụ, kỹ thuật và các nguồn dữ liệu tương tự. Điều này là do hưởng chênh lệch về bản chất được rút ra từ một nhóm kích thước hữu hạn; mặc dù thông tin về cách giành được các khoản chênh lệch là một loại hàng hóa không kình địch, nhưng bản thân các khoản chênh lệch lại là một loại hàng hóa kình địch. (Để minh họa tương tự, tổng lượng kho báu chôn giấu trên một hòn đảo là như nhau, bất kể việc các thợ săn kho báu đã mua bao nhiêu bản sao bản đồ kho báu.)
Paul Belogour, Giám đốc điều hành của một thương gia ngoại hối bán lẻ đặt tại Boston, được trích dẫn bởi Thời báo Tài chính là nói rằng "Trao đổi ngoại hối là cách thức tuyệt vời cho các nhà đầu tư tìm hiểu thị trường thực sự khó khăn như thế nào. Nhưng tôi nói với khách hàng: nếu đây là tiền bạn đã làm việc cực nhọc để có được - mà bạn không thể để mất - thì đừng bao giờ, đừng bao giờ đầu tư vào ngoại hối."

## Đòn bẩy cao
Bằng cách cung cấp đòn bẩy cao một số nhà tạo lập thị trường khuyến khích các thương nhân trao đổi các vị thế cực lớn. Điều này làm tăng khối lượng trao đổi thông qua các nhà tạo lập thị trường và làm tăng lợi nhuận của họ, nhưng làm tăng nguy cơ rằng nhà đầu tư sẽ nhận được một gọi biên (gọi ký quỹ). Trong khi các đại lý tiền tệ chuyên nghiệp (ngân hàng, quỹ phòng hộ) có xu hướng sử dụng đòn bẩy không quá 10:1, thì các khách hàng bán lẻ có thể được cung cấp đòn bẩy trong khoảng từ 50:1 tới 400:1.

## Vụ lừa đảo bị cáo buộc theo quốc gia

### Israel
Ở Israel có hơn 20 công ty ngoại hối hoạt động, một con số lớn so với quy mô dân số, do một số công ty trong số này hoạt động từ Israel nhưng tập trung vào việc thu hút các khách hàng nước ngoài.

### Síp
Một lượng lớn các công ty ngoại hối đã đăng ký với Ủy ban Chứng khoán và Giao dịch Síp (CySEC) để tận dụng lợi thế của các quy định dễ dàng trong khi cho phép tiếp cận vào tất cả các nước Liên minh châu Âu thông qua MiFID. Một lượng lớn trong số này hoạt động từ Síp nhưng tập trung vào việc thu hút khách hàng nước ngoài. Trong một vụ việc, một khách hàng đã kiện công ty Easy Forex, cáo buộc rằng công ty này trả tiền thưởng môi giới khi khách hàng bị mất tiền và bị phạt tiền môi giới khi khách hàng thu được lợi nhuận. Một báo cáo của truyền hình Israel dẫn lời một nhà môi giới của Easy Forex nói rằng "Tôi đã nở nụ cười độc ác này trên khuôn mặt mình vào một ngày, khi một khách hàng bị mất 35.000 USD trong vòng chỉ có 15 phút. Một gã bị xóa sổ - và tôi nhận được hoa hồng của mình. Một gã giành chiến thắng và kiếm được lợi nhuận - và tôi phải trả tiền."

## Những kẻ lừa đảo bị cáo buộc
- Russell Cline
- Russell Erxleben
- Joel N. Ward

## Đang bị điều tra tội phạm
- WinCapita[19][20]